# Староаврамівка
Староавра́мівка — село в Україні, у Хорольській міській громаді Лубенського району Полтавської області. Населення становить 564 особи (2001). До 2020 орган місцевого самоврядування — Староаврамівська сільська рада.

## Географія
Село Староаврамівка знаходиться на правому березі річки Хорол, вище за течією на відстані 1,5 км розташоване село Стайки, нижче за течією примикає село Бутівці, на протилежному березі — село Новоаврамівка. Річка в цьому місці звивиста, утворює лимани, стариці та заболочені озера.

## Історія
12 червня 2020 року, відповідно до розпорядження Кабінету Міністрів України № 721-р «Про визначення адміністративних центрів та затвердження територій територіальних громад Полтавської області», село увійшло до складу Хорольської міської громади..
19 липня 2020 року, в результаті адміністративно — територіальної реформи та ліквідації Хорольського району, село увійшло до складу новоутвореного Лубенського району.

## Політика

### Парламентські вибори, 2019
На позачергових парламентських виборах 2019 року у селі функціонувала окрема виборча дільниця № 530893, розташована у приміщенні сільської ради.
Результати
- зареєстровано 354 виборці, явка 59,32 %, найбільше голосів віддано за «Слугу народу» — 62,38 %, за Всеукраїнське об'єднання «Батьківщина» — 8,57 %, за «Опозиційну платформу — За життя» і Радикальну партію Олега Ляшка — по 4,76 %.[3] В одномандатному окрузі найбільше голосів отримала Анастасія Ляшенко (Слуга народу) — 40,38 %, за Фахраддіна Мухтарова (самовисування) — 25,00 %, за Костянтина Іщейкіна (самовисування) — 10,58 %[4].

## Економіка
- Молочно-товарна ферма.
- Агрофірма «Астарта».

## Об'єкти соціальної сфери
- Школа.
- Фельдшерсько-акушерський пункт.

## Пам'ятки
- Пам'ятний знак полеглим воїнам-односельчанам[d];
- Пам'ятник Леніну[d];

## Персоналії

### Народилися
- Бова Євгеній Петрович (1993) — український військовослужбовець, Герой України, полковник Збройних сил України, командир 38-ї окремої бригади морської піхоти (з 2023).

### Працювали
- Денисов Микола Михайлович (1930—1999) — український тракторист, новатор сільськогосподарського виробництва, Герой Соціалістичної Праці (1966).